# Armadale (West Lothian)
Pour les articles homonymes, voir Armadale.
Armadale (Armadal en gaélique (gd) ; Airmadale en scots (sco)) est une ville d'Écosse, située dans la région du West Lothian, à 38 kilomètres à l'ouest d'Édimbourg. 

## Histoire
Armadale, anciennement nommé Barbauchlaw, est un ancien village minier, connu aussi pour sa briqueterie. Le changement de nom fut fait en 1797 par Sir William Honneyman, Lord Armadale qui acheta les terres de Barbauchlaw en 1790. Son titre de Lord Armadale provient d'un autre village d'Écosse nommé lui aussi Armadale (en), dans le Sutherland.
La découverte de gisements de charbon et de fer attira l'attention de compagnies minières et, en 1819, l'exploitation débuta, ce qui provoqua l'expansion du village, avec la création d'une école cette même année.
Lorsque les gisements furent épuisés et que l'industrie minière ferma, plusieurs activités connexes continuèrent à exister dans la ville.

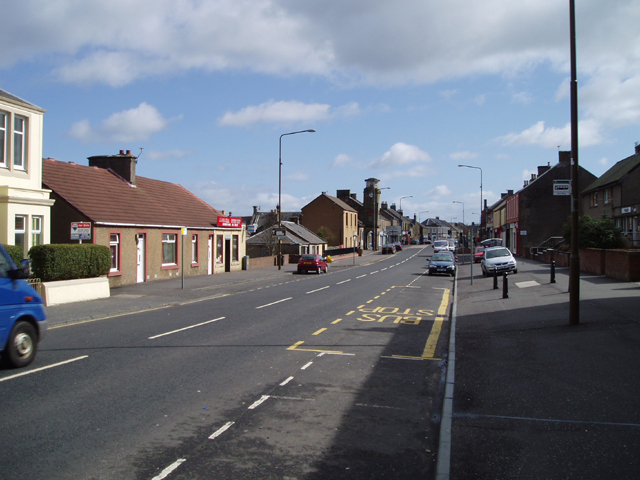
La rue principale d'Armadale.

## Sports
La ville a abrité le club de football d'Armadale Football Club, qui a évolué en Scottish Football League de 1921 à 1932. 
La ville possède un stade, l'Armadale Stadium (en), destiné à la course de lévriers et au speedway.

## Personnalités
- Ian Ellis, chanteur et bassiste du groupe pionnier du rock progressif The Clouds.